# Rein Kelpman

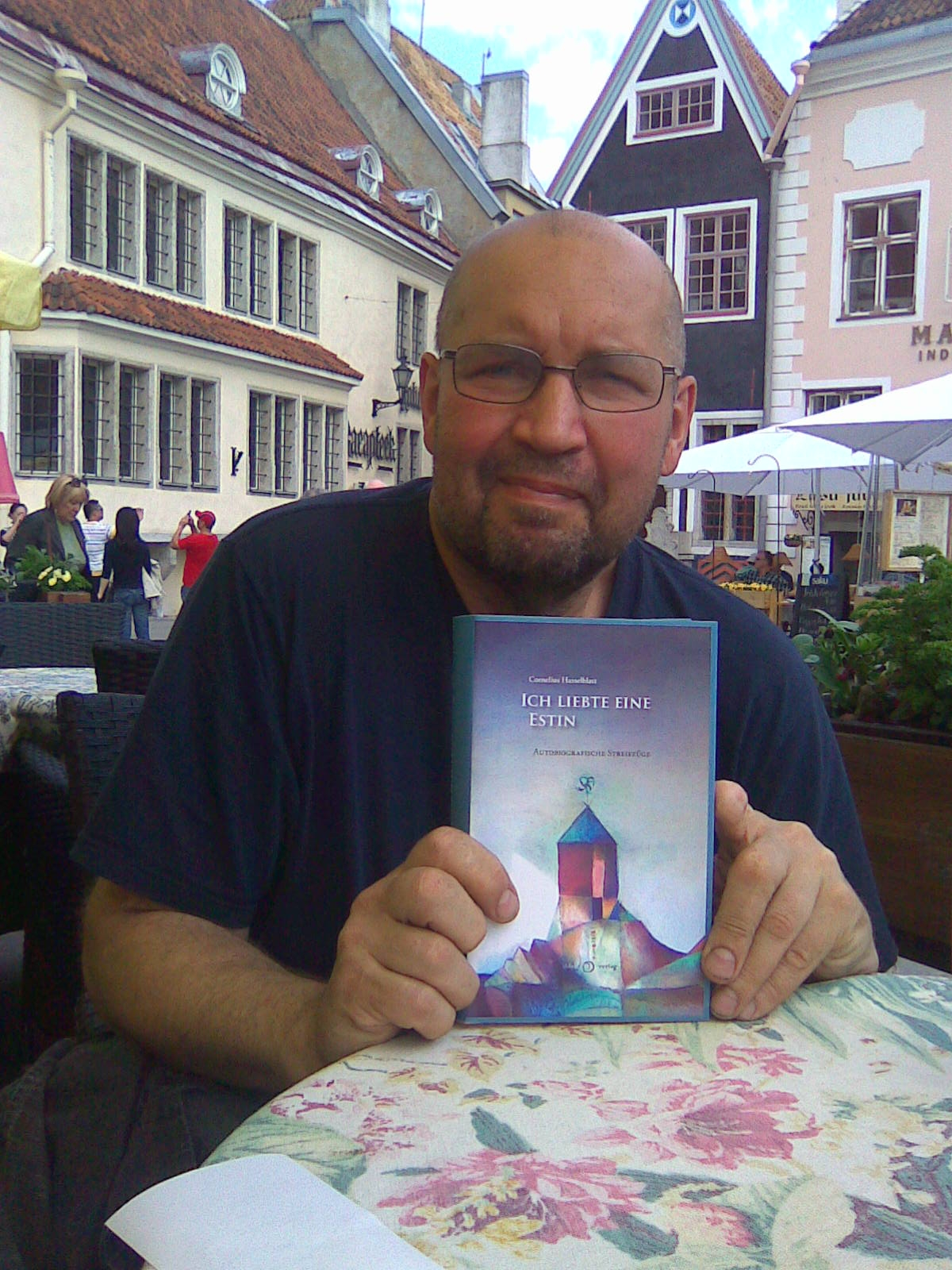
Rein Kelpman in Tallinn, Mai 2013.
Foto: Cornelius Hasselblatt

Rein Kelpman (* 13. April 1960 in Tartu) ist ein estnischer Maler.

## Leben und Werk
Rein Kelpman machte 1979 in Tallinn sein Abitur und war danach bis 1987 als Künstler bei einem Reklamebüro tätig. Als Maler ist er Autodidakt. Seit 1986, dem Jahr seiner ersten Ausstellung in einer Tallinner Galerie, ist er Mitglied des Estnischen Kunstverbandes. Seit 1987 lebt er als freischaffender Künstler in Tallinn.
Viele Gemälde von Kelpman haben kubistische Elemente, und seine Malerei wird häufig mit dem Werk von Paul Klee verglichen.

## Ausstellungen
Rein Kelpman hat beinahe 40 persönliche Ausstellungen zu Buche stehen, mehr als 20-mal nahm er an einer Gruppenausstellung teil. Die meisten Ausstellungen waren in Estland (Tallinn, Tartu, Pärnu, Viljandi, Võru) zu sehen, aber bereits 1989 war seine erste Ausstellung in Deutschland in der Köpenicker Bank in Berlin. Danach wurde sein Werk mehrfach in Helsinki (1990, 1991, 1995), wo der Künstler zeitweise lebte, ausgestellt. Es folgten Präsentationen in Schweden (1992), wiederholt in Deutschland (1994, 1998), in Lettland (2000) und 2006 auch in Österreich.

## Auszeichnungen
- 1984: Prämie der Jugendabteilung des Estnischen Kunstbundes
- 1986: Sonderpreis der Jugendtriennale der Baltischen Republiken
- 1989: Jahrespreis der Stadt Tallinn für eine Graphik in der Altstadt
- 1991: Sonderpreis der II. Jugendtriennale der Baltischen Republiken
- 1993: Jahrespreis des estnischen Kulturfonds
- 1995: Jahrespreis des Estnischen Kulturkapitals